# Бошилчешти (Прахова)
Бошилчешти (рум. Boșilcești) насеље је у Румунији у округу Прахова у општини Телега. Oпштина се налази на надморској висини од 751 m.

## Становништво
Према подацима из 2002. године у насељу је живело 35 становника, од којих су сви румунске националности.